# Резолюція Ради Безпеки ООН 6
Резолюція Ради Безпеки ООН 6 — резолюція, одноголосно прийнята 17 травня 1946 року, яка перерахувала дати, коли Рада Безпеки буде розглядати нові заявки на вступ в ООН. Резолюція була змінена 24 липня у зв'язку з перенесенням дати відкриття другої частини першої сесії Генеральної Асамблеї. Дати в першій резолюції були відкинуті на стільки днів, скільки був інтервал між очікуваним днем скликання та фактичним.